# TM-XML
Trade Mark Extensible Markup Language (TM-XML) es un estándar abierto XML aplicable a las actividades relacionadas con las marcas y al intercambio de información sobre marcas entre las Oficinas de Propiedad Industrial y sus interlocutorios o usuarios.

## Objetivos
El objetivo inicial consistió en establecer una norma XML para el intercambio de información relativa a las marcas. Mientras se procedía a las especificaciones, una vez creada la norma WIPO ST.66, se sumaron otros objetivos, en concreto:
- Establecer las normas XML que hayan de emplear las oficinas de marcas y que hayan de seguirse en las actividades comerciales relacionadas con las marcas
- Proponer soluciones útiles como base para la creación de normas de la OMPI
- Establecer normas de servicio de red aplicables a las marcas
- Proponer ejemplos de aplicaciones y herramientas
- Compartir experiencias, prácticas y conocimientos
- Promover la colaboración y armonización en materia de información relativa a las marcas y las representaciones del conocimiento
- (Nuevo) Preparar la web semántica emergente correspondiente al ámbito de las marcas en el contexto de la propiedad intelectual

## Historia
La definición de TM-XML corrió a cargo de un grupo de trabajo creado por la Oficina de Armonización del Mercado Interior en junio de 2003. 
Se han publicado ocho versiones preliminares susceptibles de comentarios (versiones 0.1 a 0.7 y Versión 1.0) antes de la versión 1.0 Final publicada el 26 de mayo de 2006 en su página web TM-XML.org.
Se ha propuesto la Versión TM-XML 1.0 Final como base para la creación de una norma OMPI denominada ST.66 que ha sido adoptada por el Comité permanente de tecnologías de la información / Grupo de Trabajo sobre Normas y Documentación (SCIT/SDWG) en el transcurso de su octava sesión celebrada entre el 19-22 de marzo de 2007 en Ginebra. 

## Hoja de ruta 2008-2010
| Versión            | Fecha Prevista | Contenido |
| ------------------ | -------------- | --- |
| TM-XML Versión 2.0 | 2008           | Información sobre oposiciones, recursos y renovaciones. Primeras normas y servicios en red en el Sistema de Descripción de Recursos (RDF) y Lenguaje Ontológico Web (OWL) |
| TM-XML Versión 3.0 | 2010           | Servicios Web suplementarios y reglas semánticas – representación de los conocimientos y servicios Web correspondientes.                                                  |